# Brodie Spencer
Brodie Gilmore Spencer (ur. 6 maja 2004) – północnoirlandzki piłkarz występujący na pozycji prawego obrońcy w klubie Huddersfield Town oraz w reprezentacji Irlandii Północnej.

## Kariera reprezentacyjna
W reprezentacji Irlandii Północnej zadebiutował 5 czerwca 2022 roku w zremisowanym 0:0 meczu przeciwko Cypr.